# 工業彫刻技能士
工業彫刻技能士（こうぎょうちょうこくぎのうし）とは、国家資格である技能検定制度の一種で、かつては都道府県職業能力開発協会が実施していた、工業彫刻に関する学科及び実技試験に合格した者をいう。
2008年（平成20年）2月27日、機械加工職種に統合され、工業彫刻職種の技能検定試験は廃止された。